# Забранский, Руслан Михайлович
Русла́н Миха́йлович Забра́нский (укр. Забра́нський Русла́н Миха́йлович; род. 10 марта 1971, с. Волков, Львовская область) — украинский футболист и тренер. Играл на позиции нападающего. Рекордсмен МФК «Николаев» по количеству забитых голов в чемпионатах и розыгрышах Кубка Украины. Автор единственного «покера» николаевцев в чемпионатах Украины. Третий бомбардир команды за всю её историю. Лучший бомбардир «корабелов» в сезонах 1992/93, 1993/94 и 1994/95. Автор 200-го гола «Кривбасса» в высшем дивизионе. Бронзовый призёр чемпионата Украины 1998/99 в составе криворожан. Мастер спорта Украины (1998):100.
Начинал карьеру в львовских «Карпатах», откуда после четырёх лет выступлений перешёл в николаевский «Эвис». Этой команде дважды помогал выйти в высшую лигу, показывая на протяжении шести сезонов хорошую игру и высокую результативность. В 1998 году присоединился к «Кривбассу», но, не сумев закрепиться в основном составе, через полгода ушёл сначала в «Прикарпатье», затем в «Винницу», а после — в «Таврию». В 2002 году вернулся на один сезон в «Николаев». Доигрывал в южноукраинской «Олимпии ФК АЭС».
С 2004 года на тренерской работе. Имеет «А»-диплом УЕФА. С августа 2010 по июнь 2013 годы возглавлял МФК «Николаев». Вывел команду в первую лигу чемпионата Украины. В апреле 2015 года во второй раз стал главным тренером «корабелов».

## Ранние годы
Родился в селе Волков Пустомытовского района Львовской области. Вскоре после рождения Руслана его семья переехала во Львов, где родители Михаил Васильевич и Любовь Васильевна работали на заводе «Львовприбор», а сам Руслан с десяти лет начал учиться в СДЮШОР «Карпаты». Первый тренер — Юрий Сусло. Через четыре года Забранский продолжил обучение во Львовском спортинтернате. Его команда дважды становилась призёром всесоюзного юношеского турнира «Переправа», четырежды побеждала в подобных соревнованиях на Украине. После одного из юношеских турниров Забранский получил приглашение в «Металлист», где в течение месяца в Сочи Лемешко проверял Руслана. Во время пятидневного отпуска домой тренер «Карпат» Ростислав Поточняк уговорил нападающего отказаться от карьеры в «Металлисте» и играть за «Карпаты».

## Клубная карьера

### «Карпаты»
За четыре года в «Карпатах» Забранский вырос из новичка до игрока основного состава. Сыграл за команду более 100 матчей, забил 19 голов в чемпионатах СССР и Украины. В 1990 году львовяне проводили турне по США по приглашению украинской диаспоры. Сыграли 5 игр, в которых Забранский забил 6 голов. После этого форвард получил предложение от тренера команды «Манхэттен» остаться в Нью-Йорке, играть и учиться в университете. Предложение было отклонено. Осенью 1992 года, после того как «Карпаты» возглавил Мирон Маркевич, Забранский потерял место в «основе» и практически не играл, поэтому принял предложение Владлена Науменко перейти в николаевский «Эвис». Трансфер нападающего, по словам президента «Эвиса» Юрия Зобова, стоил ему пять тысяч долларов плюс двадцать спортивных костюмов производства его фирмы «Ника».

### «Николаев»
10 октября 1992 года нападающий впервые вышел на поле в футболке николаевцев. «Эвис» на домашнем стадионе принимал ивано-франковское «Прикарпатье». На последних минутах игры при счёте 0:0 новичок «заработал» пенальти. Никто не решался подойти к мячу… и тогда Василий Евсеев сказал Забранскому пробивать самостоятельно. В воротах «Прикарпатья» стоял Сергей Сташко — бывший одноклассник по львовскому интернату, знавший манеру исполнения пенальти Руслана, но форвард смог его переиграть. В первом сезоне в Николаеве он забил 17 мячей. В следующем — 15, в том числе в последнем туре победный «Нефтянику», который вывел «Эвис» в высшую лигу.
В 1994 году после серии успешных матчей, когда с июня по август нападающий забил 10 голов в 11 матчах (в том числе «Днепру», «Черноморцу» и «Шахтёру», многие команды стали интересоваться Забранским. Тренеру николаевцев Евгению Кучеревскому удалось удержать нападающего в своей команде, пообещав ему в будущем содействие с переходом в голландский «Валвейк», где на тот момент уже играл бывший «корабел» Юрий Петров. В конце сезона 1995/96 (второго сезона в высшей лиге) у футболиста диагностировали тяжёлую форму гепатита. Три месяца Забранский провёл в больнице, затем ещё три месяца врачи запрещали быстро ходить. Только в марте следующего года он смог приступить к тренировкам с командой.
В сезоне 1997/98 Забранский смог набрать прежнюю форму. К зимнему перерыву он успел забить 10 голов в 17 играх чемпионата. Вновь проявился интерес к футболисту со стороны «Карпат», «Кривбасс» предлагал за футболиста 200 тыс. долларов, но в этот раз уже тренер Анатолий Заяев всем сказал, что Забранский не продаётся. По окончании сезона СК «Николаев», так стала называться команда, с большим отрывом от второго места выиграл первую лигу, вот только Забранского в команде в последнем туре уже не было. Ещё за три месяца до финиша чемпионата в первой лиге в клубе прекратилась выплата зарплат, а четверо лидеров николаевцев — Лавренцов, Бугай, Пономаренко и Забранский заключили контракты с «Кривбассом».

### «Кривбасс» и окончание карьеры
В криворожской команде форвард не заиграл. За полгода в высшей лиге смог забить за «Кривбасс» всего 2 гола, один из которых стал «юбилейным» 200-м для криворожан в элитном дивизионе. По приглашению Заяева за 150 тыс. долларов переехал в Ивано-Франковск спасать «Прикарпатье» от вылета из высшей лиги. При Заяеве в 10 играх за «Прикарпатье» Забранский забил 3 гола, последний из которых — «Николаеву». За пару минут до окончания матча против своего бывшего клуба заработал ещё и красную карточку. Место в вышке было сохранено, и Заяев уехал из Ивано-Франковска. На его место пришёл Игорь Яворский, и Забранский перестал попадать в состав. 2001 год футболист начинал в «Виннице», а закончил в «Таврии», где на тот момент ассистировал Заяев. Дебют футболиста за симферопольцев состоялся в домашней игре против «Карпат». Выйдя на поле на 77-й минуте вместо Гочи Трапаидзе, футболист спустя 10 минут забил гол в ворота своей первой команды. Этот гол стал последним для нападающего в высшей лиге.
Летом 2002 года Забранский вернулся в «Николаев». В последнем сезоне в составе «корабелов» провёл 16 игр, забил 3 мяча. Всего же за 7 сезонов сыграл за эту команду 186 матчей чемпионата и 13 — Кубка Украины, забил 68 и 6 голов соответственно. Завершил профессиональную карьеру в южноукраинской «Олимпии ФК АЭС» в 2003 году.

### Стиль игры
Хорошая техническая и функциональная подготовка являлись коньком Забранского. В любую минуту поединка Руслан мог прибавить, и точным ударом поразить ворота соперников решив исход встречи— Виктор Хохлюк, «Голеадоры». май 2012 года.

## Тренерская карьера

### В любительских коллективах
В 2004 году Василий Иванович Заикин, председатель спортклуба «Олимп» на НГЗ, предложил Забранскому возглавить команду этого предприятия «Металлург», выступающую в чемпионате области. Все игроки этого коллектива трудились на производстве, поэтому могли пропускать тренировки и игры из-за работы, либо быть уставшим после неё. Несмотря на это, команда под руководством Забранского шла в группе середняков. Часто и сам тренер выходил на поле и в итоге стал лучшим бомбардиров чемпионата, забив 23 мяча.
Тренерскую карьеру продолжил в команде «Вороновка» из одноимённого села. С ней сначала выиграл чемпионат области по второй группе, а через два года завоевал титул сильнейшей команды области.

### В МФК «Николаев»

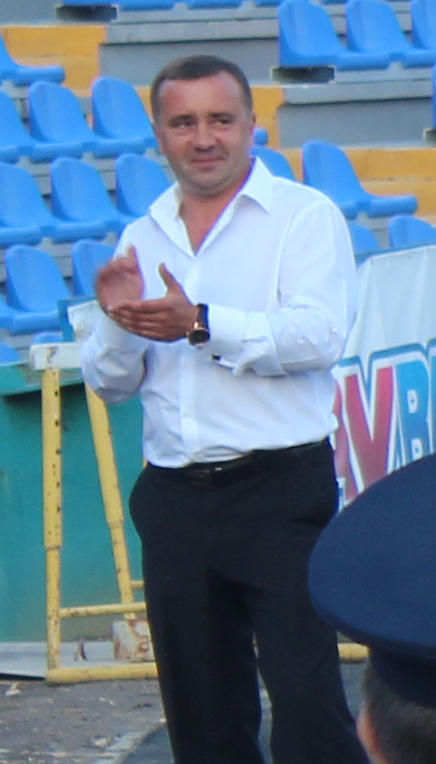
Забранский благодарит ультрас «Николаева» за поддержку во время матча

9 августа 2010 года Руслан Забранский был представлен в качестве главного тренера МФК «Николаев», выступавшего на тот момент во второй лиге. По собственным словам, он не очень-то хотел «впрягаться» в это дело и согласился лишь по личной просьбе городского головы Николаева Владимира Чайки. Став тренером «корабелов», Забранский пригласил к себе в помощники Анатолия Заяева. Тренер принял команду с 4 очками в трёх стартовых матчах сезона. К 10-му туру под руководством Забранского после шести побед подряд николаевцы вышли на второе место. После 20 тура «Николаев» вышел в единоличные лидеры, и у команды появился шанс вернуться в первую лигу. До конца турнира «корабелы» держались в группе лидеров. За три тура до финиша предстоял важнейший матч в Ахтырке против ПФК «Сумы» с которыми «Николаев» делил первую строчку турнира. На четвёртой добавленной минуте матча гол Гайдаша принёс победу МФК «Николаев» 1:0, а также чистое первое место с опережением второго основного конкурента новокаховской «Энергии» на одно очко. В предпоследнем туре гостевой победой 2:0 над белоцерковской «Росью» «корабелы» оформили первое место в группе «А» и возвращение в первую лигу.
В первом сезоне после возвращения перед командой Забранского стояла задача просто «не вылететь». «Корабелы» с самого начала заняли место в нижней части турнирной таблицы, а к последнему туру и вовсе оказались 16-ми. Это место отправляло МФК «Николаев» в Хмельницкий проводить дополнительный матч за место в первой лиге против «Авангарда» из Краматорска — победителя плей-офф второй лиги. Матч получился сложным как и весь сезон. Дважды по ходу поединка николаевцы были вынуждены отыгрываться, но в последние 20 минут соперник «подсел» и МФК «Николаев» переломил ход поединка, отыгрался, а затем забил ещё два гола. В концовке встречи краматорцы сократили отставание в счёте, но большего добиться не смогли — 4:3. Задача на сезон была выполнена.
Новый сезон в первой лиге «Николаев» начал с долгами перед ПФЛ. Президент клуба Анатолий Валеев более не мог финансировать клуб в одиночку. За непогашеные долги с команды были сняты 3 очка. Задержка по зарплате перед игроками составляла 2,5 месяца. Выезды на гостевые матчи стал оплачивать то сам Забранский, то руководство города. По собственным словам, Забранский потратил на команду 800 тыс. грн. из личных средств. Вскоре Валеев отошёл от управления клубом, и на пресс-конференции 19 октября 2012 года временно новым президентом МФК «Николаев» был объявлен Забранский. В январе 2013 года его сменил новый президент Гурген Оронюк. Финансовое положение клуба постепенно выровнялось, а украшением всего турнира стал заключительный матч сезона, в котором на домашнем стадионе команда Забранского разгромила белоцерковский «Арсенал» со счётом 8:0. Этот результат стал рекордным для николаевцев в чемпионатах Украины как по забитым мячам, так и по разнице забитых и пропущенных. Сезон 2012/13 «корабелы» завершили шестыми, что стало лучшим результатом за последние 10 лет.
По окончании сезона Забранский покинул пост главного тренера команды, сославшись на усталость от тяжёлого, исполненного нервами и тревогами сезона.
25 июня 2014 года стал спортивным директором «Николаева». На этой должности занимался вопросами селекции. Нашёл для команды двух молодых исполнителей — Валерия Рогозинского и Илью Носова.
7 апреля 2015 года Забранский во второй раз был назначен главным тренером николаевцев. Вместе с ним в тренерский штаб «корабелов» вошли Сергей Бугай и Александр Горобец. Последний из них несколько лет подряд работал под началом Анатолия Заяева в «Николаеве», «Прикарпатье» и «Таврии».

### В детско-юношеском футболе
В январе 2008 года был назначен директором СДЮШОР «Николаев» по футболу. Руководил школой до сентября 2013 года. В 2014 году стоял у истоков создания в Николаеве новой детской футбольной академии.

## Стиль игры
Виктор Хохлюк в своей книге «Голеадоры» так описывает нападающего: «Хорошая техническая и функциональная подготовка являлись коньком Забранского. В любую минуту поединка Руслан мог прибавить, и точным ударом поразить ворота соперников решив исход встречи»:100.

## Вне футбола

### Семья
Был женат. С женой Татьяной познакомился в Николаеве. От этого брака воспитывает дочь Юлию. В октябре 2015 года женился во второй раз. Избранницей 44-летнего тренера стала Ольга Дябина.

### Телевидение
В сентябре 2014 года выступал в роли эксперта в эфире телеканала «Футбол».

### Благотворительность
В октябре 2014 года возглавлял команду знаменитых николаевцев в футбольном поединке за «Кубок мира» против команды воинов АТО. Во время матча волонтёры собирали пожертвования на подготовку украинских солдат к зиме.

## Статистика
| Клуб                 | Сезон            | Чемпионат        | Чемпионат | Чемпионат | Кубок | Кубок | Кубок Интертото | Кубок Интертото | Итого | Итого |
| Клуб                 | Сезон            | У                | Игры      | Голы      | Игры  | Голы  | Игры            | Голы            | Игры  | Голы  |
| -------------------- | ---------------- | ---------------- | --------- | --------- | ----- | ----- | --------------- | --------------- | ----- | ----- |
| Карпаты (Львов)      | 1989             | ІІ               | 38        | 5         | —     | —     | —               | —               | 38    | 5     |
| Карпаты (Львов)      | 1990             | ІІІ              | 36        | 6         | —     | —     | —               | —               | 36    | 6     |
| Карпаты (Львов)      | 1991             | ІІІ              | 39        | 7         | 4     | 0     | —               | —               | 43    | 7     |
| Карпаты (Львов)      | 1992             | І                | 15        | 1         | 3     | 0     | —               | —               | 18    | 1     |
| Карпаты (Львов)      | 1992/93          | І                | 3         | 0         | —     | —     | —               | —               | 3     | 0     |
| Карпаты (Львов)      | Итого            | Итого            | 131       | 19        | 7     | 0     | 0               | 0               | 138   | 19    |
| Скала                | 1992/93          | ІІ               | 0         | 0         | 1     | 0     | —               | —               | 1     | 0     |
| Скала                | Итого            | Итого            | 0         | 0         | 1     | 0     | 0               | 0               | 1     | 0     |
| Эвис / Николаев      | 1992/93          | ІІ               | 30        | 17        | —     | —     | —               | —               | 30    | 17    |
| Эвис / Николаев      | 1993/94          | ІІ               | 28        | 15        | 4     | 3     | —               | —               | 32    | 18    |
| Эвис / Николаев      | 1994/95          | І                | 32        | 11        | 2     | 1     | —               | —               | 34    | 12    |
| Эвис / Николаев      | 1995/96          | І                | 23        | 2         | 1     | 0     | —               | —               | 24    | 2     |
| Эвис / Николаев      | 1996/97          | ІІ               | 22        | 3         | 0     | 0     | —               | —               | 22    | 3     |
| Эвис / Николаев      | 1997/98          | ІІ               | 35        | 17        | 4     | 1     | —               | —               | 39    | 18    |
| Эвис / Николаев      | Итого            | Итого            | 170       | 65        | 11    | 5     | 0               | 0               | 181   | 70    |
| Кривбасс             | 1998/99          | І                | 12        | 2         | 3     | 0     | —               | —               | 15    | 2     |
| Кривбасс             | Итого            | Итого            | 12        | 2         | 3     | 0     | 0               | 0               | 15    | 2     |
| Кривбасс-2           | 1998/99          | ІІІ              | 3         | 1         | —     | —     | —               | —               | 3     | 1     |
| Кривбасс-2           | Итого            | Итого            | 3         | 1         | 0     | 0     | 0               | 0               | 3     | 1     |
| Прикарпатье          | 1998/99          | І                | 10        | 3         | —     | —     | —               | —               | 10    | 3     |
| Прикарпатье          | 1999/00          | І                | 7         | 1         | 0     | 0     | —               | —               | 7     | 1     |
| Прикарпатье          | Итого            | Итого            | 17        | 4         | 0     | 0     | 0               | 0               | 17    | 4     |
| Черногора            | 1999/00          | ІІІ              | 2         | 0         | —     | —     | —               | —               | 2     | 0     |
| Черногора            | Итого            | Итого            | 2         | 0         | 0     | 0     | 0               | 0               | 2     | 0     |
| Винница              | 2000/01          | ІІІ              | 16        | 1         | —     | —     | —               | —               | 16    | 1     |
| Винница              | Итого            | Итого            | 16        | 1         | 0     | 0     | 0               | 0               | 16    | 1     |
| Таврия               | 2001/02          | І                | 4         | 1         | 1     | 1     | 2               | 0               | 7     | 2     |
| Таврия               | Итого            | Итого            | 4         | 1         | 1     | 1     | 2               | 0               | 7     | 2     |
| Водник               | 2001/02          | люб.             | 1         | 0         | —     | —     | —               | —               | 1     | 0     |
| Водник               | Итого            | Итого            | 1         | 0         | 0     | 0     | 0               | 0               | 1     | 0     |
| Николаев             | 2002/03          | ІІ               | 16        | 3         | 2     | 1     | —               | —               | 18    | 4     |
| Николаев             | Итого            | Итого            | 16        | 3         | 2     | 1     | 0               | 0               | 18    | 4     |
| Олимпия ФК АЭС       | 2002/03          | ІІІ              | 2         | 2         | —     | —     | —               | —               | 2     | 2     |
| Олимпия ФК АЭС       | 2003/04          | ІІІ              | 7         | 0         | 0     | 0     | —               | —               | 7     | 0     |
| Олимпия ФК АЭС       | Итого            | Итого            | 9         | 2         | 0     | 0     | 0               | 0               | 9     | 2     |
| Металлург (Николаев) | 2004             | люб.             | ?         | 23        | —     | —     | —               | —               | ?     | 23    |
| Металлург (Николаев) | Итого            | Итого            | ?         | 23        | 0     | 0     | 0               | 0               | ?     | 23    |
| Всего за карьеру     | Всего за карьеру | Всего за карьеру | 380       | 98        | 25    | 7     | 2               | 0               | 407   | 105   |

Источники статистических данных: официальный сайт ФФУ Архивная копия от 24 сентября 2015 на Wayback Machine, газеты «Николаевские новости» Архивировано 24 ноября 2014 года., сайты Профиль на сайте FootballFacts.ru, uafootball.net.ua Архивная копия от 4 марта 2016 на Wayback Machine и fc-dynamo.ru Архивная копия от 21 ноября 2014 на Wayback Machine

## Достижения

### Игрок
СК «Николаев»
- Победитель чемпионата первой лиги: 1997/98.
- Вице-чемпион первой лиги: 1993/94.
- Лучший бомбардир команды за сезон (3): 1992/93, 1993/94, 1994/95.
- Лучший бомбардир команды в чемпионатах Украины (68 голов).

«Кривбасс»
- Бронзовый призёр чемпионата Украины: 1998/99.

### Тренер
ФК «Вороновка»
- Победитель чемпионата Николаевской области: 2007.
- Обладатель Кубка Николаевской области (2): 2007, 2008.

МФК «Николаев»
- Полуфиналист Кубка Украины: 2016/17
- Победитель Второй лиги Украины: 2010/11